# Tirrases
Tirrases è un distretto della Costa Rica facente parte del cantone di Curridabat, nella provincia di San José.
Il distretto venne istituito il 21 agosto 1929, contemporaneamente all'istituzione del cantone.